# كونستانس آدامز
كونستانس آدامز (بالإنجليزية: Constance Adams)‏ هي مهندسة معمارية أمريكية، ولدت في 16 يوليو 1964 في بوسطن في الولايات المتحدة، وتوفيت في 24 يونيو 2018 في هيوستن في الولايات المتحدة بسبب سرطان.